# Aethecerus erythrocerus
Aethecerus erythrocerus är en stekelart som först beskrevs av Johann Ludwig Christian Gravenhorst 1820.  Aethecerus erythrocerus ingår i släktet Aethecerus och familjen brokparasitsteklar. Inga underarter finns listade i Catalogue of Life.